# Aeroporto di Dire Dawa
L'Aeroporto di Dire Dawa (IATA: DIR, ICAO: HADR) è noto anche come Aeroporto Internazionale Aba Tenna Dejazmach Yilma è un aeroporto internazionale che serve Dire Daua, una città dell'Etiopia orientale. Si trova a 5 km a nord-ovest del centro città.
L'aeroporto è stato intitolato al fratellastro più anziano dell'imperatore Hailé Selassié, Dejazmach Yilma Makonnen, che lo ha preceduto come governatore di Harar.

## Storia
Al 3 agosto 1936 era sede del 9º Stormo della Regia Aeronautica nell'ambito dell'Africa Orientale Italiana.
Nell'agosto del 1939 era sede della 410ª Squadriglia Autonoma Caccia Terrestre, equipaggiata con i Fiat C.R.32 al comando del Capitano Corrado Ricci (aviatore).
Al 10 giugno 1940 era sede della 410ª Squadriglia Autonoma Caccia Terrestre con 9 CR 32 e della 110ª Squadriglia Autonoma Ricognizione Terrestre con 9 IMAM Ro.37 BIS.

## Strutture
L'aeroporto internazionale Aba Tenna Dejazmach Yilma si trova ad un'altitudine di 1.167 m sopra il livello del mare. Ha una pista con una superficie d'asfalto che misura 2.679 per 45 metri.

## Incidenti
Il 27 agosto 1981, il Douglas C-47 Dakota/Skytrain ET-AGX dell'Organizzazione delle Nazioni Unite si danneggiò in fase di atterraggio.